# 248 f.Kr.

## Händelser

### Efter plats

#### Syditalien
- Efter slaget vid Drepana utvecklar sig det första puniska kriget  på Sicilien till ett ställningskrig.
- Karthagos flotta, ledd av Karthalo, ger sig av iväg ut på plundringståg mot syditalienska hamnar.

#### Indien
- Den mauryiske kungen Ashoka den store blir hängiven spridningen av buddhismen och börjar låta bygga monument som markerar flera viktiga platser i Gautama Buddhas liv.

## Födda
- Hannibal, karthagisk statsman, militärledare och taktiker, en av historiens stora fältherrar, som för befälet över de karthagiska styrkorna mot Rom under det andra puniska kriget (död 183 eller 182 f.Kr.)